# Diphyus iwatai
Diphyus iwatai là một loài tò vò trong họ Ichneumonidae.